# PlayCoin
プレイコインは、モバイルゲームプラットフォーム・ビジネス企業の株式会社ゲームハブ(Gmaehub)が開発したブロックチェーン基盤の、ゲームのための暗号通貨。

## 概要
プレイコインは現在大規模のプラットフォーム会社が独占しているゲーム市場の革新を目指して作られ、プレイコインを通してインディーゲーム開発者と中小規模のゲーム開発者が過渡な手数料の負担無しに、自由にゲームを開発し正当な収益を得て、ゲームコンテンツに再投資するという好循環構造を作ろうとする。
プレイコインはゲームプラットフォームと共にリワードサービス、ソーシャルネットワーク機能をBlockchain技術で繋ぎ、市場参加者に提供する。
プレイコインは従来のマイニングとは違う、ソーシャルマイニング(Social Minning)という概念の報酬体系を通してコインを支給する。
ソーシャルマイニングとは、インフルエンサーまたは個人ユーザーが個人のsocial mediaを通して、ゲームを広報すると、それに従い貢献度をチェックし、相応するプレイコインをリワードとして支給するというシステムである。
プレイコインプラットフォームに参加したサードパーティー提携会社は、マーケティング費用がなくてもユーザーのこのような自発的なマーケティング活動によりコンテンツを広報し、売上を作ることができる構造である。
プレイコインは取引所を通して現金化が可能であり、今後オンラインとオフラインでサービスや財貨を購入できる決済手段として用いられる。
2018年4月台湾の取引所Cobinhood(コビンフット)上場、2018年5月シンガポールのLBANK(エルバンク)取引所に上場された。

## 特徴

### 技術: Qtum基盤
PlayCoinはQtumブロックチェーン技術を基盤として開発された。
Qtumソース基盤で開発された場合の長所として、Qtumブロックチェーンは *UTXOモデルを使用した場合の最大長所である「トークン追跡可能性(Traceability)」と取引過程と結果を信頼する「トランザクションの整合性(無矛盾性)」を具現した。このことによりイーサリウムネットワークが持つ安定性(Stability)イシューを解決すると共に他のイーサリウムプラットフォームより決済検証が可能になる。Qtumはビットコインの取引有効性チェック技術であるUTXOとイーサリウムの長所であるチューリング完全性(Turing Completeness)を有する。また、イーサリウム・スマートコントラクトのエンジンであるEVM(Ethereum Virtual Machine)と互換されるためイーサリウム生態系との互換性と拡張性を持っている。

### 発行内訳
2018年5月基準、プレイコインの総発行トークン数量は10億個である。
1プレイコインは0.33USDの価格で交換される。プレイコインのシンボルはPLYであり、単位は小数点9桁である。
プレイコインの発行主体は香港法人Game Hub Corporation Limitedである。
2017年11月1次TOKEN Pre-SALEと2018年1月15日2次TOKEN Pre-SALE(Global),2018年2月15日MAIN TOKEN SALEを行った。

### 獲得方法
PlayCoinはGameHubとPlayCoin生態系で発行される。一般的なマイニングとは違い、PlayCoin生態系に利益を与えたとき、PlayCoinを支給する方式である。
このようなシステムをソーシャルマイニング(Social Mining)といい、その方法は次の通りである。
PlayCoinゲーム生態系、デジタルメディア広告をユーザーがバイラル広報をし、ユーザーのバイラル広報効果があり、売上が発生した場合、その貢献度を評価し、各貢献度に従いPlayCoinを支給する。 
貢献者であるユーザーはインフルエンサー形態のソーシャルメディア機能を活用し、推薦人SNS機能によりPlayCoinを獲得することができる。

### 活用方案
「プレイコイン・アライアンス」という生態系を形成し、多様な提携を通してオンライン、オフラインの区別なしにプレイコインで決済可能なPayment Serviceとマーケティング活動に対する報酬を支給し、再使用することのできるリワードサービスを提供する。
プレイコインはQtumパブリックチェーン基盤のソーシャルネットワークQbaoとパートナシップを締結している。
Qbaoネットワークを通してプレイコインデジタルウォレット、取引とお支払い、Dapp Store、ソーシャルネットワークサービスの利用が可能である。

### 取引所上場
プレイコインは2018年6月基準、台湾の暗号通貨取引所コビンフットとシンガポールのエルバンクに上場され、これを現金化又は取引することができる。台湾のコビンフットでは手数料無料で取引の利用が可能である。

## マーケティング

### ソーシャルマイニングマーケティング
プレイコインは個人メディアのバイラルマーケティング戦略を優先的に行う。一般個人ユーザーはバイラルマーケティング及び自分が好きな個人メディアの放送人を通して、該当放送人を推薦人として登録し、支援することができる。個人メディア放送人及び一般参加ユーザーは、独自の推薦人システムを通して、追加的報酬を得る形態でバイラルマーケティングが支援される。
また、PlayCoin生態系であるGameHub Platformでは周期的な活動及びゲーム利用、ゲームアイテム購入などにより活動指数が高いuserの場合もPlayCoinの報酬が与えられる。このような活動をSocial miningといい、PlayCoinの主要なマーケティング方案でもある。

### ワンホン及びSNSマーケティング
PlayCoin 1次TOKEN SALEを通して集められた資金の運営方案に明記された通り、1次TOKEN SALEで集められた資金の一部をPlayCoinのマーケティング費用として使用する。
- GameHubと契約したワンホンたちを活用したマーケティングの進行
- 各種ソーシャルメディア(facebookなど)広告を通したマーケティング
- その他中国及び東南アジアでのバイラルマーケティングの進行

### エコーサポート　-　インディーゲーム共存プロジェクト
資金力が弱いインディーゲーム開発者及び独立開発者のための広報プラットフォームの提供が核心価値である。広報プラットフォームのシナリオは以下の通りである。
1. PlayCoin生態系内ゲームPlatformにゲームのコンセプト及び動画、テストバージョンを上げる
2. ゲーム開発者が上げた情報を根拠として、ユーザーが投票する。
3. 投票から支持を得た場合、ワンホン、インフルエンサーを通した無料バイラルを支援する。(1日10万名到達)
4. バイラル所要費用はPlayCoinからEcho Support資金で支給する。
5. 選定後、メディア広報計画を別途ソーシャルメディアチームを通して支援する。(予算: US$ 1K ~ 50K)
6. 最大30日間広報支援する。
7. 成長可能性が多きいゲームの場合、GameHubとの契約を通してPlayCoinの生態系でサービスを運営する。